# Pernilla Svensson
Pernilla Svensson es una deportista sueca que compitió en tiro con arco, en la modalidad de arco compuesto.
Ganó una medalla de bronce en el Campeonato Mundial de Tiro con Arco en Sala de 1997, una medalla de oro en el Campeonato Europeo de Tiro con Arco al Aire Libre de 1996 y dos medallas en el Campeonato Europeo de Tiro con Arco en Sala de 1996.

## Palmarés internacional
| Campeonato Mundial en Sala       | Campeonato Mundial en Sala | Campeonato Mundial en Sala | Campeonato Mundial en Sala |
| Año                              | Lugar                      | Medalla                    | Prueba                     |
| -------------------------------- | -------------------------- | -------------------------- | -------------------------- |
| 1997                             | Estambul (Turquía)         | Medalla de bronce          | Equipo                     |
| Campeonato Europeo al Aire Libre |                            |                            |                            |
| Año                              | Lugar                      | Medalla                    | Prueba                     |
| 1996                             | Kranjska Gora (Eslovenia)  | Medalla de oro             | Equipo                     |
| Campeonato Europeo en Sala       |                            |                            |                            |
| Año                              | Lugar                      | Medalla                    | Prueba                     |
| 1996                             | Mol (Bélgica)              | Medalla de oro             | Equipo                     |
| 1996                             | Mol (Bélgica)              | Medalla de plata           | Individual                 |